# Perisama tristis
Perisama tristis är en fjärilsart som beskrevs av Charles Oberthür 1916. Perisama tristis ingår i släktet Perisama och familjen praktfjärilar. Inga underarter finns listade i Catalogue of Life.